# Угон Boeing 727 в Бейрут
Угон Boeing 727 в Бейрут — угон самолёта, произошедший 14 июня 1985 года. Авиалайнер Boeing 727-231 авиакомпании Trans World Airlines (TWA), выполнявший плановый межконтинентальный рейс TW847 по маршруту Каир—Афины—Рим—Бостон—Лос-Анджелес—Сан-Диего, на борту которого находились 147 человек (139 пассажиров и 8 членов экипажа), был захвачен 2 вооружёнными террористами вскоре после вылета из Афин. После угона самолёт в течение 3 дней летал 3 раза в Бейрут и 2 раза в Алжир, пока угонщики окончательно не приказали командиру экипажа (КВС) садиться в Бейруте. Угон рейса 847 был совершён с целью освобождения из тюрьмы 766 мусульман-шиитов.
Предполагается, что угон совершили члены группировки «Хезболла», однако сама «Хезболла» отрицает это.
Во время полётов угонщики угрожали некоторым пассажирам расправой, некоторых избивали, а пассажиров с именами, звучащими по-еврейски, отделили от остальных. Во время второй стоянки в Бейруте 1 пассажир — водолаз ВМС США Роберт Стетем (англ. Robert Stethem) — был убит, и его тело было выброшено на трап самолёта. 36 пассажиров и 3 члена экипажа (пилоты) были в заложниках до 30 июня, пока угонщики не отпустили их после того, как одно из их требований было выполнено.

## Сведения о рейсе 847

### Самолёт
Boeing 727-231 (регистрационный номер N64339, заводской 20844, серийный 1065) был выпущен в 1974 году (первый полёт совершил 27 августа). 5 сентября того же года был передан авиакомпании Trans World Airlines (TWA). Оснащён тремя турбореактивными двигателями Pratt & Whitney JT8D-9A.

### Экипаж и пассажиры
В Афинах у рейса 847 сменился экипаж. Состав нового экипажа рейса TW847 был таким:
- Командир воздушного судна (КВС) — 57-летний Джон Л. Тестрейк (англ. John L. Testrake).
- Второй пилот — 42-летний Филип Г. Мареска (англ. Philip G. Maresca).
- Бортинженер — 45-летний Кристиан Б. Циммерман[англ.] (англ. Christian B. Zimmerman).
- Стюардессы:
  - Ули Дериксон (англ. Uli Derickson) — старшая стюардесса,
  - Джуди Кокс (англ. Judy Cox),
  - Хейзел Хесп (англ. Hazel Hesp),
  - Элизабет Хоус (англ. Elizabeth Howes),
  - Хелен Шихан (англ. Helen Sheahan).

| Гражданство    | Пассажиры | Экипаж | Всего |
| -------------- | --------- | ------ | ----- |
| США            | 78        | 7      | 85    |
| Великобритания | 24        | 0      | 24    |
| Австралия      | 3         | 0      | 3     |
| Франция        | 8         | 1      | 9     |
| Греция         | 15        | 0      | 15    |
| Италия         | 11        | 0      | 11    |
| Всего          | 139       | 8      | 147   |

Также на борту среди пассажиров находился известный греческий певец Демис Руссос.

## Хронология событий
Рейс TW847 вылетел из Каира утром 14 июня и вскоре приземлился в Афинах, его выполнял Boeing 727-231 борт N64339. Во время стоянки в Афинах на рейс 847 заступил новый экипаж во главе с КВС Тестрейком.
В 10:10 рейс 847 вылетел из Афин и взял курс на Рим. Вскоре после взлёта он был захвачен двумя ливанцами, говорящими по-арабски, которые пронесли на борт лайнера пистолет и две гранаты; один из угонщиков позже был идентифицирован как Мохаммед Али Хаммади (англ. Mohammed Ali Hammadi; предположительно, он был членом группировки «Хезболла»), который впоследствии был схвачен и приговорён к пожизненному лишению свободы.
Требования угонщиков были такими:
- Освобождение участников «Кувейт-17», причастных к взрыву посольства США в Кувейте в 1983 году[11].
- Освобождение 766 ливанских мусульман-шиитов, переведённых в израильскую тюрьму «Атлит» в связи с выводом израильских войск из Южного Ливана[1][12].
- Международное осуждение Израиля и США[1].

КВС Тестрейк и один из угонщиков

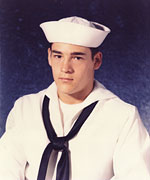
Роберт Стетем

Находясь в воздушном пространстве Греции, самолёт отклонился от первоначального пункта назначения (Рим), взял курс на юг и вскоре приземлился в аэропорту Бейрута (Ливан), где угонщики отпустили 19 пассажиров в обмен на дозаправку авиатопливом. Служба УВД сначала отказалась разрешить им посадку и КВС начал спорить, пока они не уступили; в какой-то момент командир сказал авиадиспетчеру: Он вытащил чеку ручной гранаты и готов взорвать самолёт, если потребуется. Мы должны, я повторяю, мы должны приземлиться в Бейруте. Мы должны приземлиться в Бейруте. Альтернативы нет (англ. He has pulled a hand-grenade pin and he is ready to blow up the aircraft if he has to. We must, I repeat, we must land at Beirut. We must land at Beirut. No alternative).
Во время стоянки в Бейруте угонщики регулярно избивали всех пассажиров-военных, а затем избили пассажира-водолаза ВМС США Роберта Стетема (англ. Robert Stethem) и выстрелили ему в правый висок, а после выбросили его тело из самолёта на трап и снова выстрелили в него. 7 пассажиров-граждан США, фамилии которых, как утверждается, звучали по-еврейски, были сняты с самолёта и заключены в шиитскую тюрьму Бейрута.
Вечером 14 июня самолёт вылетел из Бейрута и приземлился в алжирском аэропорту Хуари Бумедьен, где во время 5-часовой стоянки террористы отпустили ещё 20 пассажиров, прежде чем той же ночью рейс 847 вылетел обратно в Бейрут. После второй посадки в Бейруте на борт лайнера поднялись около 12 вооружённых до зубов мужчин, которые присоединились к угонщикам, прежде чем самолёт на следующий день (15 июня) вылетел обратно в Алжир, где угонщики отпустили ещё 65 пассажиров и всех пятерых стюардесс.

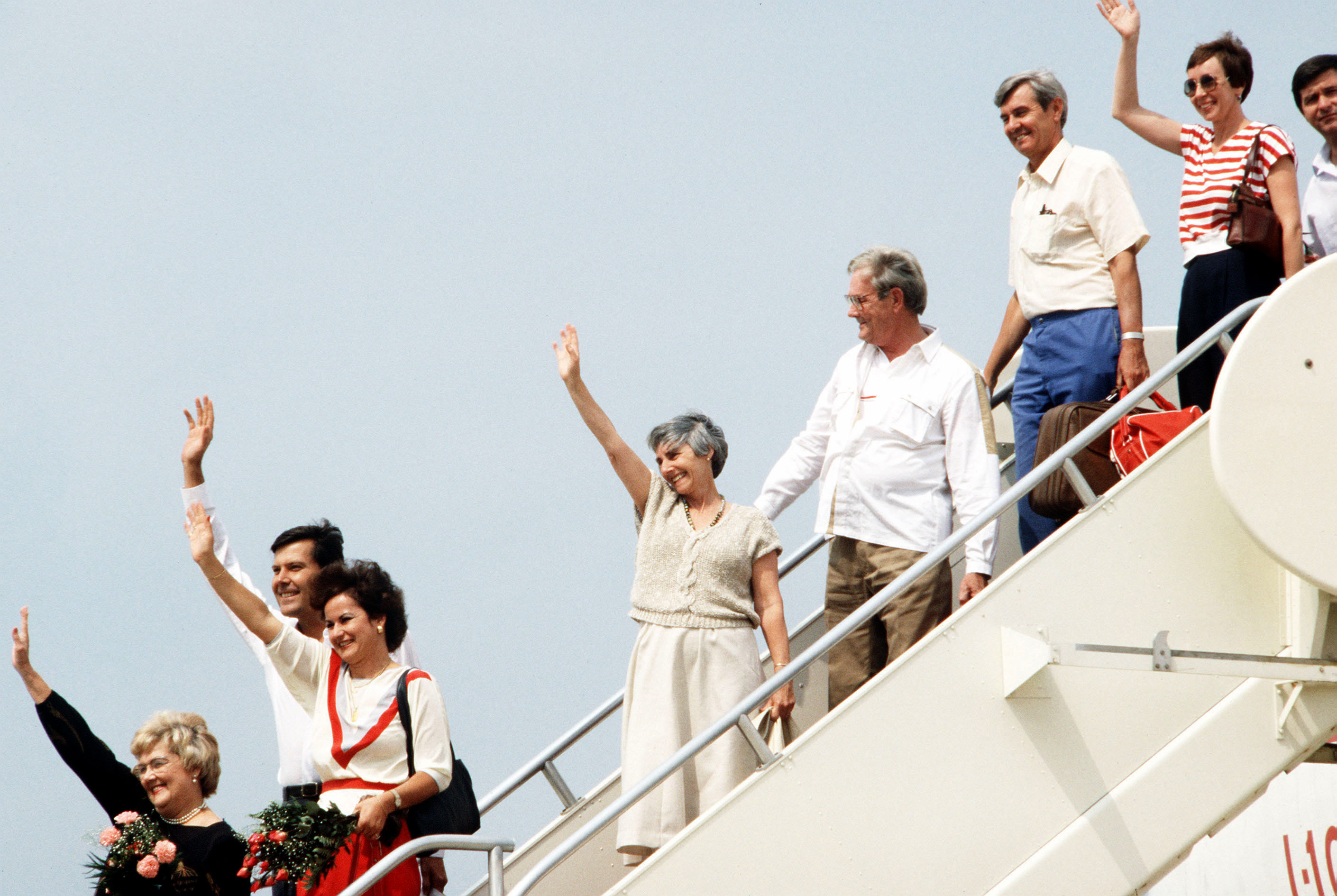
Бывшие заложники рейса 847 после возвращения в США

Греческое правительство освободило сообщника террориста Али Атвы (англ. Ali Atwa), а взамен угонщики освободили 8 граждан Греции, в том числе греческого певца Демиса Руссоса, которые вылетели на правительственном бизнес-джете из Алжира обратно в Афины.
К полудню 17 июня 40 оставшихся заложников (3 пилота и 37 пассажиров) были сняты с самолёта и удерживались террористами в качестве заложников в Бейруте; вскоре один из пассажиров-заложников был освобождён из-за развившейся болезни сердца. Остальные 39 человек оставались в плену до 30 июня, когда их собрали на местном школьном дворе после вмешательства президента США Рональда Рейгана вместе с ливанскими властями.
В течение следующих нескольких недель Израиль освободил более 700 мусульман-шиитов, утверждая при этом, что это не связано с угоном рейса TW847.

## Дальнейшая судьба самолёта
Boeing 727-231 борт N64339 не пострадал при угоне и позже был возвращён в эксплуатацию. Он летал во флоте Trans World Airlines (TWA) до выведения из эксплуатации 30 сентября 2000 года. В мае 2002 года был разделан на металлолом.

## Последующие события
10 октября 2001 года, сразу после терактов 11 сентября, трое предполагаемых угонщиков — Имад Мугния (англ. Imad Mughniyeh), Али Атва (англ. Ali Atwa) и Хасан Изз-Аль-Дин (англ. Hassan Izz-Al-Din; впоследствии он принимал участие в угоне рейса KU 422), ранее обвинявшиеся в окружных судах США в угоне рейса TW847 в 1985 году, были в числе первых 22 человек, внесённых в недавно сформированный список самых разыскиваемых террористов ФБР.
Мохаммед Али Хаммади был арестован в 1987 году во Франкфурте-на-Майне (ФРГ) при попытке контрабанды жидких бомб. В дополнение к западногерманскому обвинению в незаконном ввозе жидкой взрывчатки он был судим и признан виновным в убийстве пассажира рейса 847 Роберта Стетема в 1985 году и приговорён к пожизненному лишению свободы, но 20 декабря 2005 года он был условно-досрочно освобождён немецкими официальными лицами и вернулся в Ливан. 14 февраля 2006 года США официально обратились к ливанскому правительству с просьбой экстрадировать Мохаммеда Али Хаммади за убийство Роберта Стетема. 24 февраля 2006 года он также появился в списке самых разыскиваемых террористов ФБР под именем Мохаммед Али Хамадей (англ. Mohammed Ali Hamadei); он был в числе второй группы обвиняемых, внесённых в список.
Остальные трое обвиняемых в угоне рейса TW847 — Мугния, Атва и Изз-Аль-Дин — по-прежнему остаются в списке и на свободе.
19 сентября 2019 года греческая полиция арестовала 65-летнего ливанца, которого обвинили в причастности к угону рейса 847. Мужчина был арестован на Миконосе во время проверки паспортов пассажиров круизного лайнера. Позже он был освобождён после того, как полиция установила, что он был ошибочно опознан.
Несмотря на обвинения, группировка «Хезболла» продолжает отрицать свою вину в угоне рейса TW847.

## Память
Эсминец класса «Арли Берк», введённый в эксплуатацию в 1995 году, получил имя Роберта Стетема — «USS Stethem».

## Культурные аспекты
- Фильм «Отряд „Дельта“» 1986 года основан на угоне рейса 847[29].
- Фильм «Захват рейса 847: История Ули Дериксон[англ.]» 1988 года также основан на истории угона рейса 847[30].